# Sometimes (chanson de Donkeyboy)
Cet article concerne la chanson de Donkeyboy. Pour la chanson de Britney Spears, voir Sometimes.
Pour les articles homonymes, voir Sometimes.
Singles de Donkeyboy
Ambitions
(2009) Broke My Eyes
(2009)
Pistes de Caught in a Life
Blade Running
(6) Promise Kept
(8)
Sometimes est une chanson du groupe norvégien Donkeyboy, en collaboration avec la chanteuse norvégienne Linnea Dale,, sortie le 11 septembre 2009 en tant que second single du premier album studio du groupe, Caught in a Life. Le titre a été un succès en Norvège, où il a atteint la première place du classement hebdomadaire des singles (Topp 20 Singles).

## Liste des pistes
- Téléchargement numérique - single

1. Sometimes — 3:12

- Téléchargement numérique - The Remixes[2]

1. Sometimes (The Jason Nevins Radio Mix) — 3:35
2. Sometimes (The Jason Nevins Club Mix) — 6:06
3. Sometimes (The Jason Nevins Club Mix Instrumental) — 6:09
4. Sometimes (The Cosmic Dawn Radio Remix) — 3:55
5. Sometimes (The Cosmic Dawn Club Remix) — 5:33
6. Sometimes (Reidar Buskenes & Sean Carros Remix) — 5:43
7. Sometimes (diskJokke Remix) — 7:12
8. Sometimes (Of Norway Version) — 9:53

## Classements musicaux
| Pays    | Classement      | Meilleure position | Temps dans le classement |
| ------- | --------------- | ------------------ | ------------------------ |
| Norvège | Topp 20 Singles | 1                  | 26 semaines              |